# 泉朝樹
泉 朝樹（いずみ ともき、1985年〈昭和60年〉10月31日 - ）は、日本の漫画家、ゲーム実況者、YouTuber。沖縄県出身。妻は漫画家のいずみえも。
2004年、第10回ジャンプ十二傑新人漫画賞に『CLEANER-クリーナー』で最終候補。2006年、『ネンドウ』で第37回同賞十二傑賞を受賞し、同年12月の『Go!Go!ジャンプ』に掲載されデビュー。以後、増田剛などのアシスタント活動や読切作品掲載を経て、2018年からweb上にて『見える子ちゃん』を連載中。2021年にはテレビアニメ化もされた。

## 人物
血液型はO型、平沢進のファンでありファンアートをTwitterに投稿している。3児の父であり、妻も育児の傍ら漫画家として活動している。また、2018年終盤から2019年の前半にかけて自らのYouTubeチャンネル上でゲーム実況や自作の作画状況の配信を行ったこともある。

## 作品リスト

### 漫画作品
★は連載作品。
- CLEANER-クリーナー（集英社、2004年） - 第10回ジャンプ十二傑新人漫画賞最終候補。
- ネンドウ（『Go!Go!ジャンプ』2006年12月号）
- AIM〜エイム〜（ジャンプスクエアHPWEB、2009年5月）
- DIABOLOS EXCEED（株式会社メディア・パル、『中二病狂詩曲 ブレイヴ オブ リベリオン』2011年）
- GEMINI-ジェミニ（『ヤングガンガン』2015年7月17日号）
- ★ 『見える子ちゃん』KADOKAWA〈MFコミックス〉既刊12巻（『ComicWalker』2018年11月2日[7] - 連載中） - Twitter初出の作品[7]。

### その他
- 逆襲のドラゴンライダー（フロンティアワークスのソーシャルゲーム、2013年）キャライラスト1点

## 出演
- むちゃマン 第1回 - 第4回（2022年2月27日 - 3月21日、NHK総合[8]） - リレー形式漫画を制作

## 関連人物
- 増田剛　泉がアシスタントを勤めた漫画家[9]。